# Месје 40
Месје 40 (Messier 40, М40) или Винеке 4 (Winnecke 4, WNC 4) је двојна звезда у сазвежђу Велики медвед. Шарл Месје ју је укључио у свој каталог магличастих објеката, највероватније трагајући за маглином у Великом медведу коју је (погрешно) описао Јохан Хевелије, иако је и сам био свестан да се ради о двојној звезди а не о маглини. Многа савремена реиздања третирају М40 као грешку у оригиналном Месјеовом каталогу и не укључују овај објекат.

## Компоненте
Сјајнија (А) компонента је класе G0, магнитуде 9,0, а слабија (B) је класе F8, магнитуде 9,3. Новија истраживања наводе спектралне класе компоненти као K0 за A и G0 за B компоненту. У време када је Фридрих Винеке посматрао ову двојну звезду, 1963. године, угловно растојање међу компонентама је било 49,2”, да би до 1966. порасло до 51,7” а 1991. године је износило 52,8”. Најновија истраживања упућују на то да су ове две звезде само привидно близу (односно да се ради о оптичкој двојној звезди), и да не чине бинарни систем. Према тим истраживањима, компонента B је ближа Сунцу и налази се на 550±230 светлосних година од Сунчевог система, док је компонента А удаљена 1900±750 светлосних година.